# 尚·丁格利
尚·丁格利（Jean Tinguely，1925年5月22日—1991年8月30日），另譯傑昂·唐格里，瑞士達達主義畫家與雕刻家，以機動藝術創作聞名。他以作品來暗諷文明工業社會中盲目生產過剩的現象。 
丁格利在瑞士巴塞爾成長，曾就讀於巴塞爾藝術與工藝學校（Basel School Of Arts And Crafts）；為了發展藝術生涯，他於1952年與第一任配偶——瑞士藝術家伊娃·埃普莉（Eva Aeppli）遷居法國。他的首次展覽於1954年五月在巴黎阿賀諾畫廊（Galerie Arnaud）舉辦。丁格利被視為二十世紀中期巴黎的前衛藝術家。1955年，丁格利與多位藝術家，包含杜象（Duchamp）與卡爾達（Calder），共同參與名為「運動」（Le Mouvement）的展覽，這也是機動藝術首次在藝術中獲得重要地位。丁格利亦是1960年時在新寫實主義宣言中簽署的藝術家之一。
丁格利於1971年與法國藝術家妮基·桑法勒結婚。兩人的共同創作包括巴黎的《史特拉文斯基噴泉》（Fontaine Igor Stravinsky，1983年）以及《詩農堡噴泉》（Fontaine de Château-Chinon，1988年）。
丁格利最著名的作品包括《向纽约致敬》（Homage to New York），是他於1960年接受紐約現代藝術博物館邀請所創作的作品。《向纽约致敬》是一架自毀式機器，曾在展覽中運轉27分鐘，但這次表演並未成功將作品完全摧毀，而表演中被破壞的機械殘骸則成為觀眾的紀念品。兩年後，他受美國國家廣播公司之邀創作了《世界盡頭研究二號機》（Study for an End of the World No. 2），在美國拉斯維加斯近郊沙漠中成功引爆。

## 文獻與注釋
1. ↑  .   [2012-01-15]. （原始内容存档于2012-05-05）.

- 郭藤輝. 傑昂．唐格里的機器藝術及理念. 國立台灣師範大學，2006年.[永久]

## 外部連結
- 丁格利博物館